# Fred Davis
Fred Davis (Chesterfield, 13 augustus 1913 – Denbighshire, 16 april 1998) was een Brits professioneel snookerspeler. Hij was een van de populairste beoefenaars van deze sport.

## Carrière
Davis was oorspronkelijk een biljartspeler. Hij begon professioneel te spelen in 1929. Zijn eerste snookerwedstrijd als prof was in 1937.
Hij was de jongere broer (twaalf jaar jonger) van Joe Davis, die professioneel snooker speelde van 1927 tot 1946 en meervoudig wereldkampioen was. Ze zijn echter geen familie van Steve Davis, die later kampioen werd. Joe stopte met het Wereldkampioenschap snooker in 1946 na vijftien toernooioverwinningen, waardoor Fred 'de ruimte kreeg' om drie keer te winnen: in 1948, 1949 en 1951. De enige keer dat ze elkaar in de finale troffen was bij het wereldkampioenschap in 1940. Toen won Joe van Fred met een eindstand van 37-36. 
Na onenigheid tussen een aantal van de spelers en het bestuursorgaan speelde Davis in een alternatief toernooi - het World Matchplay - dat hij vijf keer achter elkaar won, van 1952 tot 1956. Davis ging met pensioen in 1957 en gaf rivaal John Pulman de ruimte (Pulman won in 1957 het World Matchplay). Toen het officiële wereldkampioenschap werd hervat in 1964 kwam Davis terug, maar hij werd telkens verslagen door Pulman, in 1964, 1965 en in 1966. De wereldranglijsten werden geïntroduceerd in 1976. Davis' hoogtepunt was al voorbij, maar hij stond toch nog op de vierde plaats dat seizoen.
Hij werd onderscheiden in de Orde van het Britse Rijk in 1977.
Hij heeft in 1978 de halve finales van het Wereldkampioenschap snooker bereikt, op 64-jarige leeftijd.

## Gewonnen toernooien
- World Snooker Championship - 1948, 1949, 1951
- World Matchplay - 1952, 1953, 1954, 1955, 1956
- News of the World Championship - 1958, 1959
- World Billiards Championship - 1980, 1981

Joe Davis · Walter Donaldson · Fred Davis · Horace Lindrum · John Pulman · John Spencer · Ray Reardon · Alex Higgins · Terry Griffiths · Cliff Thorburn · Steve Davis · Dennis Taylor · Joe Johnson · Stephen Hendry · John Parrott · Ken Doherty · John Higgins · Mark Williams · Ronnie O'Sullivan · Peter Ebdon · Shaun Murphy · Graeme Dott · Neil Robertson · Mark Selby · Stuart Bingham · Judd Trump · Luca Brecel · Kyren Wilson · Zhao Xintong
- International Standard Name Identifier: 0000 0000 2497 5284
- Library of Congress Control Number: n78025971
- Virtual International Authority File: 45555599
- WorldCat: E39PBJcKHQcfgxyvwtF4HGRR8C